# Milan Michal Harminc
Milan Michal Harminc, magyarosan Harminc(z) M. Mihály (Kölpény, 1869. október 7. – Pozsony, 1964. július 5.) Magyarországon is alkotó szlovák építész.

## Élete
A délvidéki Kölpényen született szlovák családban. Katonai szolgálatát követően id. Bobula János, majd Schickedanz Albert és Herzog Fülöp Ferenc építészi irodájában dolgozott. Utóbbiaknál részt vett a millenniumi építkezések tervezésében is. Saját vállalkozást 1897-ben nyitott.
Hosszú élete során egyes források szerint 300-nál több épületet (bérházak, villák, templomok, egyéb középületek) tervezett az egykori Osztrák–Magyar Monarchiának és annak utódállamainak (Szerbia, Magyarország, Románia, Ukrajna és Szlovákia) területén. Stílusában eklektikus tervezőként működött, aki a hagyományos formák mellett nyitott volt a modern építészeti megoldásokra is. Némelyik forrás szerint „építészete tipikus példája volt a kor szecessziós elemekkel keveredő eklektikus gyakorlatának”.

## Ismert épületei
- 1900: Bulyovszky-ház, Budapest, Nagymező u. 29.[6]
- 1901–1902: evangélikus templom, Pribilina[5]
- 1902: Hitelegyleti Székház, Rózsahegy[5]
- 1902: Színkör, Mohács[5]
- 1904–1906: Görög katolikus templom és püspöki palota, Versec[5]
- 1906–1907: Régi Szlovák Múzeum, Turócszentmárton[5]
- 1909: iskola, Versec[5]
- 1910–1911: görög katolikus templom, Balassagyarmat[5]
- 1910–1911: lakóház, Budapest, Bérkocsis utca 26.[7]
- 1911: Bulyovszky-ház, Budapest, Üllői út 101.[2]
- 1913: Luppa-mauzóleum, Pomáz[3]
- 1914: evangélikus templom és parókia, Kisporuba[5]
- 1913–1914: Gazdasági Bank székháza, Nagyszombat[5]
- ?: Járásbíróság, Miava[8]

Épületátalakítás:
- 1914: Budapest, József körút 29.[9]

## Képtár

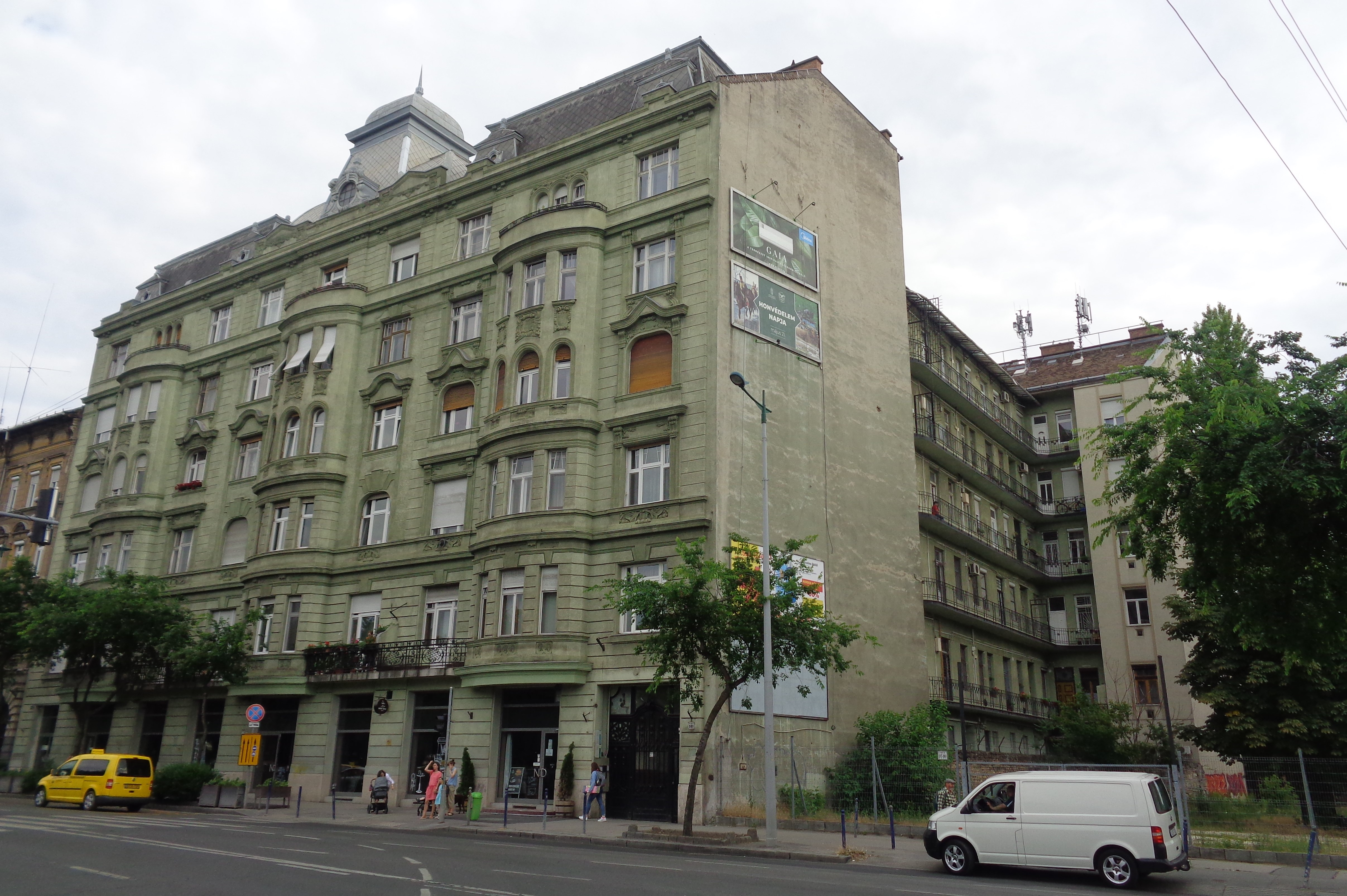
Budapest, Üllői út 101.
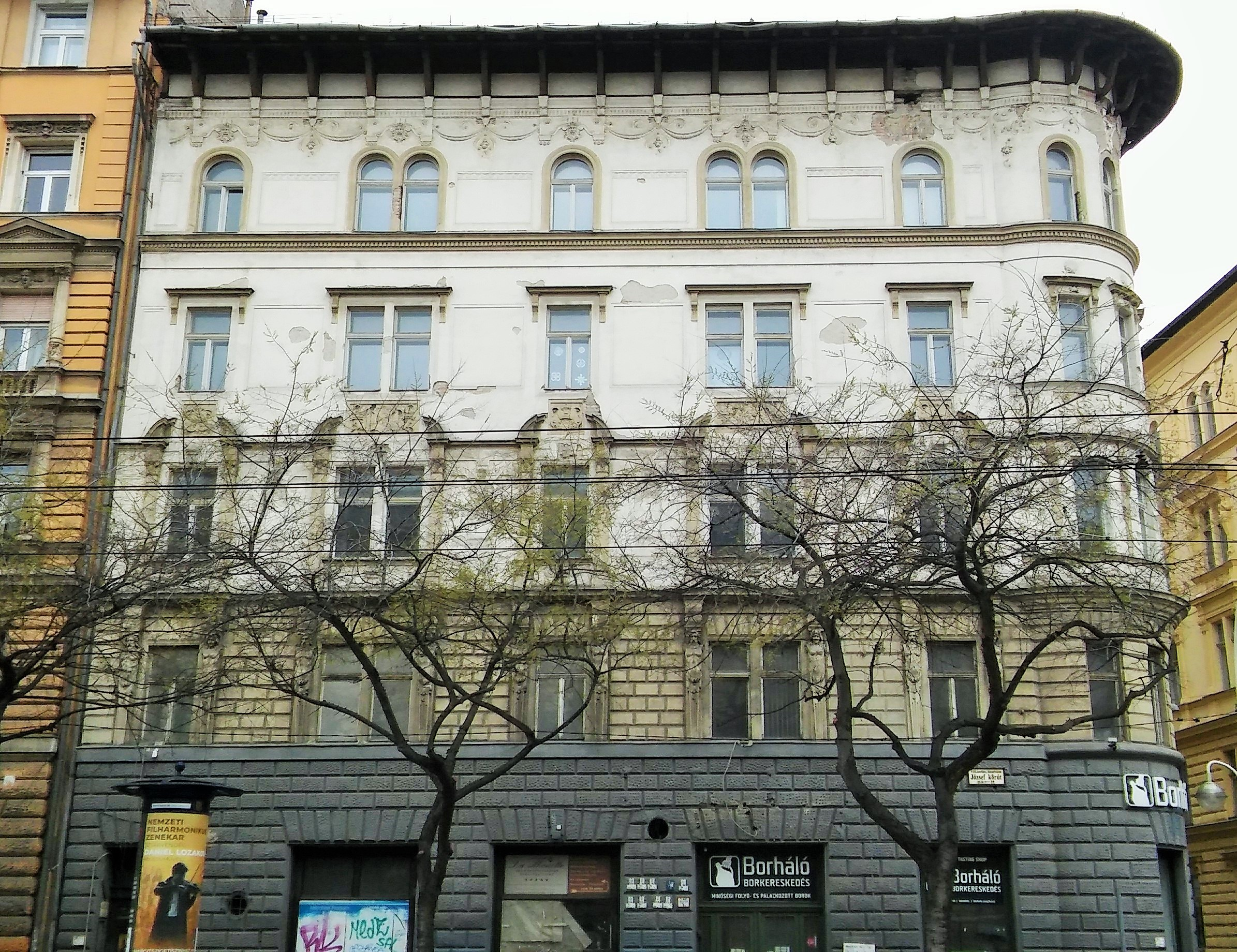
Budapest, József körút 29. (csak átalakítás)
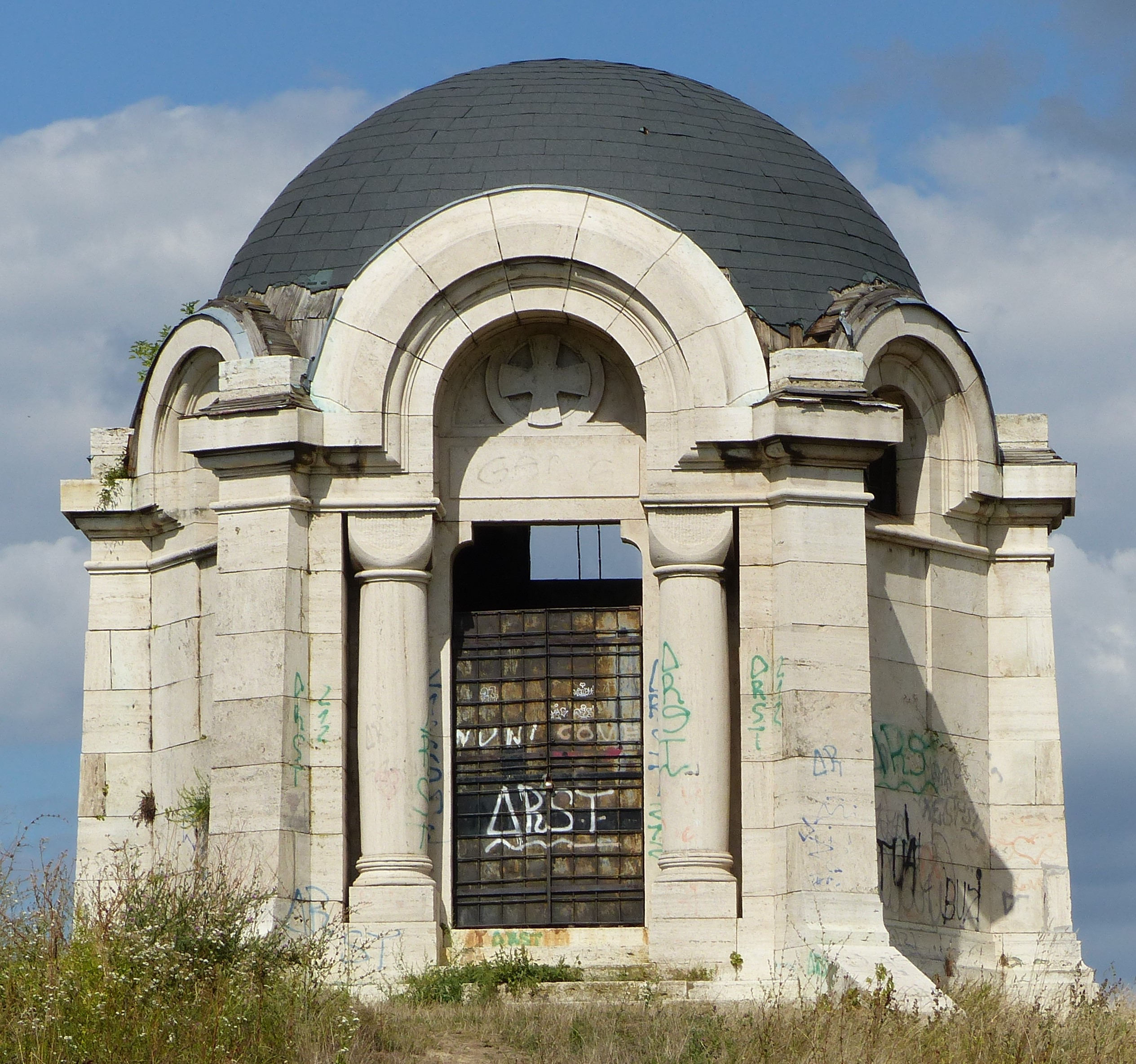
Luppa-mauzóleum, Pomáz
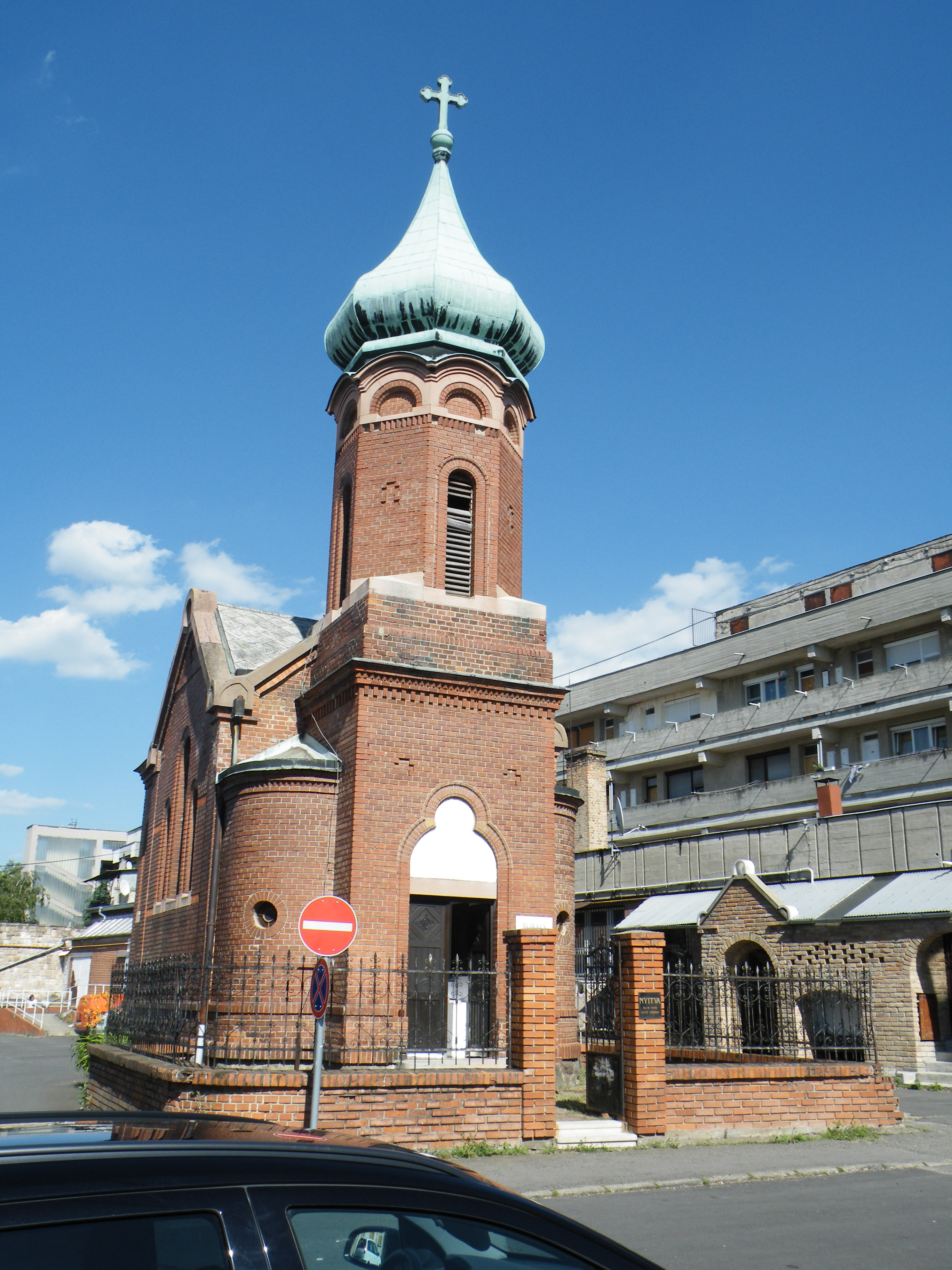
Szerb templom, Balassagyarmat
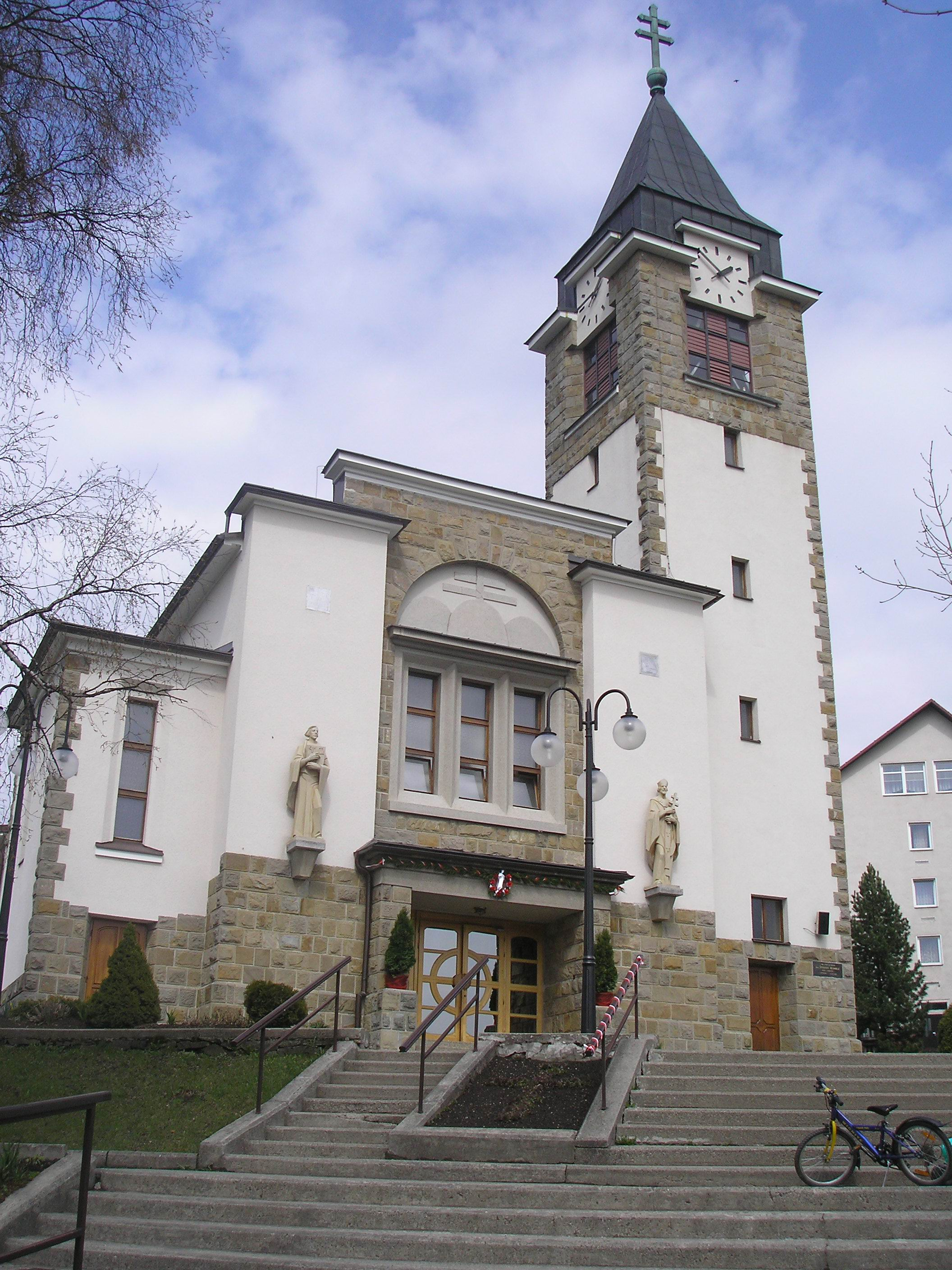
Római katolikus templom, Novoty
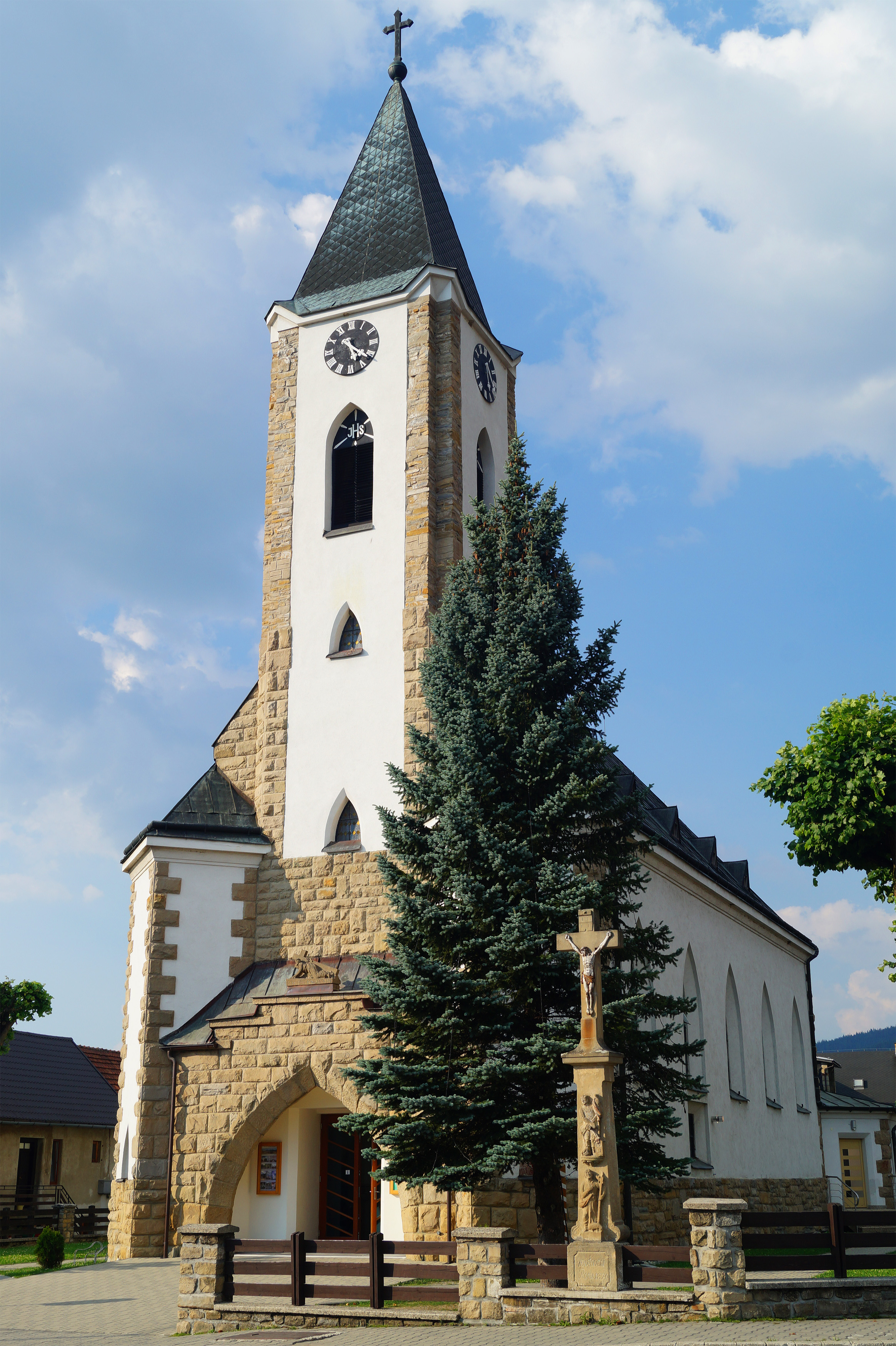
Római katolikus templom, Zuberec

## További irodalom
- Milan Michal Harminc (1869–1964) A Szlovák Nemzeti Galéria és az O. M. F. Magyar Építészeti Múzeumának kiállítása 1992. február / Kiállítási katalógus, O. M. F. Magyar Építészeti Múzeumának kiadványa, Budapest, 1992.